# Ordem DeMolay
A Ordem DeMolay é uma instituição juvenil fundada por Frank S. Land a partir de virtudes, para jovens do sexo masculino com idade compreendida entre os 12 e os 21 anos incompletos. É uma organização patrocinada pela Maçonaria, fundada nos Estados Unidos, em 24 de março de 1919, que na maioria dos casos, as lojas maçônicas cede espaço para as reuniões dos Capítulos da Ordem DeMolay, Priorados da Ordem dos Nobres Cavaleiros da Ordem Sagrada dos Soldados Companheiros de Jacques DeMolay e Castelos da Ordem dos Escudeiros — denominações das células da organização.
A Ordem é inspirada no exemplo dado pelo martírio do nobre francês Jacques de Molay, 23.º e último Grão-Mestre da Ordem dos Templários, morto em 18 de março de 1314 queimado na fogueira junto a seu preceptor Geoffrey de Charney, por contestar as falsas acusações de prática de diversas heresias como infidelidade à Igreja, sodomia, adoração de ídolos, etc. Pode-se acreditar que o motivo de tais acusações fosse a ambição do Rei Filipe IV, o Belo e o Papa Clemente V, pelas posses da Ordem dos Templários, pois em caso de prisão, os bens do acusado passariam a pertencer ao estado francês.
A Ordem DeMolay possui cerca de 4 milhões de membros em todo o mundo e mais de 140 mil no Brasil. O DeMolay que completa 21 anos de idade é denominado de “Sênior DeMolay”, perdendo seu direito a voto no Capítulo e Priorado, não sendo mais permitido que ocupe cargos ritualísticos, e podendo se filiar à Associação DeMolay Alumni Brasil (ADAB). No Brasil existem mais de mil e duzentos Capítulos, distribuídos por todos os Estados da federação e no Distrito Federal. 
No mundo, a Ordem DeMolay pode ser encontrada em vários países, estando presente na Alemanha, Albânia, Argentina, Aruba, Austrália, Bolívia, Brasil, Bósnia, Canadá, Croácia, Equador, Estados Unidos, Filipinas, França, Itália, Japão, México, Panamá, Paraguai, Peru, Romênia, Sérvia e Uruguai.
Em reconhecimento à importância da Ordem DeMolay, diversos estados brasileiros estabeleceram o dia 18 de março como o Dia do DeMolay, homenageando a organização juvenil inspirada nos valores de liderança e cidadania. Apesar de a Ordem ter sido fundada em 24 de março de 1919, a celebração ocorre seis dias antes para coincidir com o martírio de Jacques de Molay, figura histórica que deu nome à instituição.
Essa tradição ganhou força nacional em 19 de janeiro de 2010, quando foi promulgada a Lei Federal nº 12.208, instituindo oficialmente o 18 de março como o Dia Nacional do DeMolay. A data consolida o reconhecimento em todo o país, seguindo o exemplo de estados que já haviam adotado a homenagem em suas legislações locais.

Assim, o Brasil celebra anualmente o legado da Ordem DeMolay, reforçando seu papel na formação de jovens e na preservação de valores.